# Annisokay
Annisokay est un groupe de post-hardcore allemand, originaire de Halle-sur-Saale.

## Biographie

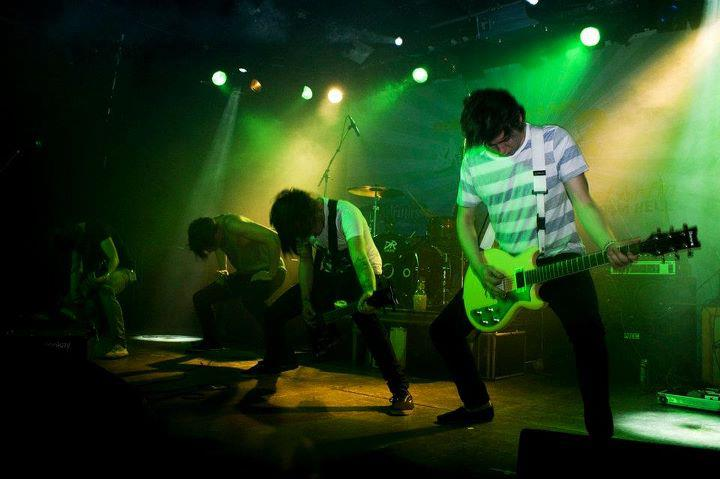
Annisokay en 2012.

Annisokay est formé en 2007. Il publie deux démos, My Ticket to Reno en 2008, et The Point You Will Still Miss en 2009. Le premier EP qu'il finance lui-même You, Always paraît en 2010 en CD et en téléchargement. Il fait une reprise de Telephone de Lady Gaga qui n'est pas sur le CD.
Après un clip pour le single Sky le 2 septembre 2012, le premier album The Lucid Dream[er] sort le 1er octobre 2012. Le mastering est de Joey Sturgis (Asking Alexandria, We Came as Romans, Emmure), enregistré dans le studio Sawdust Recordings par Christoph Wieczorek, qui a produit l'album avec Aljoscha Sieg (Pitchback Studio). La couverture de l'album est réalisée par Chris Valentine Le 22 septembre 2012, le groupe fête sa sortie au Beatclub de Dessau. Le 3 novembre 2012, le groupe joue au With-Full-Force-Aprés-Party au Schlosscafé Weißenfels. The Lucid Dream[er] atteint la 26e place des charts metal allemands, et la 133e place sur Amazon. Il atteint les charts rock sur iTunes en Allemagne.
Le groupe fait une tournée nationale et joue en compagnie de A Traitor Like Judas, His Statue Falls, Upon this Dawning, Intohimo, Myra, Deadlock, Xandria, Fear My Thoughts, Empty Trash, Redcraving, Broadway ou Bionic Ghost Kids.
Le 6 mars 2013, The Lucid Dream[er] sort au Japon sur le label Radtone Music. Le 28 juin 2013, Annisokay est présent au Mair1 Festival, le même jour que Boysetsfire, His Statue Falls, Deez Nuts, Silent Screams et Bury Your Dead,. À la fin du mois de juillet, le groupe fait une tournée en Allemagne pour la première fois en tant que tête d'affiche.
Le 17 janvier 2014, le groupe joue en première partie d'Eskimo Callboy pour sa tournée à l'occasion de l'album We Are the Mess à Munich, Cologne, Hambourg et Berlin. Quelques jours plus tôt, les musiciens annoncent qu'ils se rendront en février aux États-Unis pour travailler sur un nouvel album avec Joey Sturgis. L'EP sort en cours d'année. Le 20 avril 2014, Annisokay signe un contrat avec le label SPV qui réédite le premier album, ce qui est l'occasion d'une nouvelle tournée allemande. À Munich et Berlin, il est la première partie de Silverstein. En août 2014, il est présent au Summer Breeze Open Air. En février et mars 2015, Annisokay et Vitja sont la première partie de Callejon dans sa tournée allemande. Le 20 mars 2015 paraît le deuxième album Enigmatic Smile.
Le troisième Devil May Care vient le 11 novembre 2016. À l'automne, le groupe est la première partie d'Eskimo Callboy dans les pays germanophones.

## Style musical
Leur style muscial est un mélange de punk hardcore, heavy metal et rock. Pour partyausfall.de, il comprend une touche « popisée » dans la veine d'Attack Attack!. Il comprend des éléments de screaming et de claviers types du metalcore et du post-hardcore. Ils ajoutent aussi quelques éléments de musique électronique.

## Discographie

### Albums studio
- 2012 : The Lucid Dreamer
- 2015 : Enigmatic Smile
- 2016 : Devil May Care
- 2018 : Arms
- 2019 : Arms (instrumental)
- 2021 : Aurora

### EP
- 2010 : You, Always
- 2016 : Annie Are You Okay?
- 2023 : Abyss Pt I
- 2025 : Abyss Pt II

### Compilation
- 2012 : Brutal Vision Vol. 1 (Noizgate Records, avec Anniversary[19])

### Reprises
- 2011 : Telephone (Lady Gaga)
- 2013 : Wrecking Ball (Miley Cyrus)
- 2019 : Nihilist Blues (Bring Me The Horizon)